# Котиџ Гроув (Минесота)
Котиџ Гроув (енгл. Cottage Grove) град је у америчкој савезној држави Минесота.

## Демографија
По попису из 2010. године број становника је 34.589, што је 4.007 (13,1%) становника више него 2000. године.
| Група             | 2000.          | 2010.          |
| Белци             | 28.196 (92,2%) | 28.911 (83,6%) |
| Афроамериканци    | 720 (2,4%)     | 1.348 (3,9%)   |
| Азијати           | 437 (1,4%)     | 1.820 (5,3%)   |
| Хиспаноамериканци | 775 (2,5%)     | 1.658 (4,8%)   |
| Укупно            | 30.582         | 34.589         |